# 杉浦生哲
杉浦 生哲（すぎうら いくのり、1968年8月19日 - ）は、静岡県浜松市出身の競輪選手である。血液型はA型。

## 人物
静岡県浜松市出身。静岡県伊豆の国市修善寺の日本競輪学校第64期卒業生。興誠高等学校（現浜松学院興誠高等学校）を経て日本競輪学校（現日本競輪選手養成所）卒業後、1989年（平成元年）に日本競輪選手会静岡支部に所属し競輪選手となる。
株式会社 杉浦織物2代目。

## 略歴
1980年代BMXに出会い、翌年から本格的にBMXを始める。
NBA（National BMX Association） 登録
Mongoose 所属

1982年、山梨県八ヶ岳パンテスコープで開催の山梨放送主催、第5回NBAジャパンBMX全国大会で優勝。
同年、ショップの勧めで静岡県自転車競技連盟主催、静岡競輪場開催の記録会に参加。

初めての競輪場で借り物のトラックレーサー、ヘルメット、レーサーシューズで1000ｍタイム測定。

記録は1分15秒台、当時の日本競輪学校合格基準タイムが1分11秒台。

その後、競輪選手の道へと進む。

## 現在
家業は創業40年、先染め織物の織元 株式会社杉浦織物。商品は、絹織物、毛織物、綿織物、麻織物 など。
現役時代から、選手と家業の二足の草鞋を履く。先代の死去を機に、2011年現役引退。
現在は、株式会社 杉浦商会に商号変更し株式会社 杉浦商会の代表取締役

Pro Shop Ikuser（自転車販売）のオーナー、オートクオリティー浜松（自動車販売）の取締役を務める。

## エピソード
日本競輪学校入校前に、芸能プロダクション東京宝映（現宝映テレビプロダクション）の全国タレントオーディションに応募し1次、2次、最終審査を経て合格。最終審査では、松平健、赤座美代子、ダンプ松本の前で歌、踊り、パントマイムを披露した。その後、プロダクションの人間から芸能界の厳しさを教えられ、競輪界へ進む。